# Giro d’Italia 2022/21. Etappe
Die 21. Etappe des Giro d’Italia 2022 fand am 29. Mai 2022 statt und war der Abschluss der 105. Austragung des italienischen Etappenrennens. Wie bereits in den Jahren 1981, 1984, 2010 und zuletzt 2019 endete die Italien-Rundfahrt in der Arena von Verona nach einem Einzelzeitfahren. Dieses startete und endete in Verona und führte über 17,4 Kilometer und 280 Höhenmeter. Nach der Etappe hatten die Fahrer alle 3449,6 Kilometer der Rundfahrt absolviert. Die Organisatoren bewerteten die Schwierigkeit der Etappe mit drei von fünf Sternen.

## Streckenführung
Der Start des Einzelzeitfahrens befand sich unmittelbar neben dem Messezentrum Fiera di Verona. Anschließend ging es entlang der SS12 in Richtung Norden zum Porta Nuova. Danach überquerten die Fahrer über die Ponte Aleardo Aleardi den Etsch das erste Mal. Vorbei am Bahnhof und dem Porta Vescovo begann die Strecke nach rund 5 Kilometern auf der Via Giovanni Francesco Caroto anzusteigen. Der höchste Punkt wurde nach 9,5 Kilometern bei der Torricella Massimiliana (301 m) erreicht. Der Anstieg war 4,1 Kilometer lang und wies eine durchschnittliche Steigung von 5,4 % auf. An der Kuppe befand sich sowohl eine Bergwertung der 4. Kategorie als auch die einzig Zeitnehmung für die Zwischenzeit. Die anschließende Abfahrt war 4,5 Kilometer lang und führte technisch anspruchsvoll vorbei am Santuario della Nostra Signora di Lourdes zur Via Ippolito Nievo und damit zurück nach Verona. Nun ging es vorbei am Parco Cesare Lombroso zum Ufer des Etsch, der über die Ponte della Vittoria zum zweiten Mal überquert wurde. Auf der Corso Cavour führte die Strecke noch an dem Porta Borsari und dem Castelvecchio vorbei, ehe es zu dem Ziel auf die Piazza Bra ging.
Nach der Zieldurchfahrt gelangten die Fahrer in die Arena von Verona, wo die Siegerehrung des 105. Giro d’Italia stattfand.
|                            | Ort                      | Kilometer | Länge (km) | Höhe (m) | Ø Steigung | max. Steigung |
| -------------------------- | ------------------------ | --------- | ---------- | -------- | ---------- | ------------- |
| Start                      | Verona (Fiera di Verona) | 0         |            |          |            |               |
| Bergwertung (3. Kategorie) | Torricella Massimiliana  | 9,5       | 4,1        | 301      | 5,4 %      | unbekannt     |
| Zwischenzeit               | Torricella Massimiliana  | 9,5       |            |          |            |               |
| Ziel                       | Verona (Piazza Bra)      | 17,4      |            |          |            |               |

## Rennverlauf und Ergebnis
Zu Beginn des Zeitfahrens war die Straße noch nass vom Regen, der jedoch im Verlauf der Etappe nachließ. Die erste Richtzeit setzte Magnus Cort Nielsen (EF Education-EasyPost), der als 53. Fahrer ins Rennen ging und die 17,4 Kilometer in einer Zeit von 23 Minuten und 42 Sekunden zurücklegte. Wenig später schob sich Mauro Schmid (Quick-Step Alpha Vinyl Team) mit einer Sekunde Vorsprung auf die erste Position, ehe Matteo Sobrero (Team BikeExchange-Jayco) mit einer Zeit von 22:24 min (46,6 km/h im Schnitt) eine klare neue Bestzeit setzte. Mathieu van der Poel (Alpecin-Fenix), Ben Tulett (Ineos Grenadiers) und Bauke Mollema (Trek-Segafredo) schoben sich vor Mauro Schmid, konnten die Zeit von Matteo Sobrero jedoch nicht gefährden. Thymen Arensman (Team DSM) blieb als einziger weiterer Fahrer unter der 23-Minuten-Marke und reihte sich mit 23 Sekunden Rückstand auf Platz 2 ein. Für Matteo Sobrero, den italienischen Zeitfahrmeister, war es der erste Giro-d’Italia-Etappensieg, nachdem er bei Zeitfahren der 2. Etappe in Budapest bereits Platz vier belegt hatte.
Im Kampf um das Rosa Trikot kam es auf der abschließenden Etappe zu keiner Veränderung. Richard Carapaz (Ineos Grenadiers) und Jai Hindley (Bora-hansgrohe) lagen bei der ersten Zwischenzeit gerade einmal eine Sekunde auseinander. Zwar konnte Richard Carapaz in der zweiten Hälfte etwas zulegen, sein Vorsprung von sieben Sekunden reichte jedoch nicht aus, um das Rosa Trikot zu übernehmen. Mikel Landa (Bahrain Victorious) verlor über eineinhalb Minuten auf die beiden Spitzenreiter und blieb auf dem dritten Gesamtplatz. Jai Hindley gewann zum ersten Mal den Giro d’Italia, nachdem er diesen im Jahr 2020 auf der letzten Etappe, ebenfalls bei einem Abschlusszeitfahren, an Tao Geoghegan Hart (Ineos Grenadiers) verloren hatte. Sein Vorsprung auf den Zweitplatzierten Richard Carapaz betrug schlussendlich eine Minute und 18 Sekunden.
Alle 149 Fahrer, die die letzte Etappe in Angriff genommen hatten, erreichten das Ziel. Ursprünglich waren 176 Fahrer bei der ersten Etappe in Budapest an den Start gegangen. Juan Pedro López (Trek-Segafredo), verteidigte das Weiße Trikot des Führenden in der Nachwuchswertung und setzte sich vor Santiago Buitrago (Bahrain Victorious) mit einem soliden Vorsprung von über fünf Minuten durch. Koen Bouwman (Jumbo-Visma) und Arnaud Démare (Groupama-FDJ) gewannen die Berg- bzw. Punktewertung mit einem Vorsprung von über 100 Punkten auf die jeweils Zweitplatzierten.
| \| Etappenergebnis \| Etappenergebnis \| Etappenergebnis \| Etappenergebnis \| Etappenergebnis \| \| Fahrer \| Fahrer \| Land \| Team \| Zeit \| \| --------------- \| -------------------- \| ---------------------- \| ---------------------- \| --------------- \| \| 1. \| Matteo Sobrero \| Italien \| BikeExchange-Jayco \| 22 min 24 s \| \| 2. \| Thymen Arensman \| Niederlande \| Team DSM \| + 23 s \| \| 3. \| Mathieu van der Poel \| Niederlande \| Alpecin-Fenix \| + 40 s \| \| 4. \| Bauke Mollema \| Niederlande \| Trek-Segafredo \| + 1 min 08 s \| \| 5. \| Ben Tulett \| Vereinigtes Königreich \| Ineos Grenadiers \| + 1 min 12 s \| \| 6. \| Mauro Schmid \| Schweiz \| Quick-Step Alpha Vinyl \| + 1 min 17 s \| \| 7. \| Magnus Cort Nielsen \| Dänemark \| EF Education-EasyPost \| + 1 min 18 s \| \| 8. \| Tobias Foss \| Norwegen \| Jumbo-Visma \| + 1 min 19 s \| \| 9. \| Michael Hepburn \| Australien \| BikeExchange-Jayco \| + 1 min 24 s \| \| 10. \| Richard Carapaz \| Ecuador \| Ineos Grenadiers \| + 1 min 24 s \| |                      |                        |                        |              |
| |                      |                        |                        |              |
| Quelle: ProCyclingStats |                      |                        |                        |              |
| Etappenergebnis |                      |                        |                        |              |
| Fahrer | Fahrer               | Land                   | Team                   | Zeit         |
| 1. | Matteo Sobrero       | Italien                | BikeExchange-Jayco     | 22 min 24 s  |
| 2. | Thymen Arensman      | Niederlande            | Team DSM               | + 23 s       |
| 3. | Mathieu van der Poel | Niederlande            | Alpecin-Fenix          | + 40 s       |
| 4. | Bauke Mollema        | Niederlande            | Trek-Segafredo         | + 1 min 08 s |
| 5. | Ben Tulett           | Vereinigtes Königreich | Ineos Grenadiers       | + 1 min 12 s |
| 6. | Mauro Schmid         | Schweiz                | Quick-Step Alpha Vinyl | + 1 min 17 s |
| 7. | Magnus Cort Nielsen  | Dänemark               | EF Education-EasyPost  | + 1 min 18 s |
| 8. | Tobias Foss          | Norwegen               | Jumbo-Visma            | + 1 min 19 s |
| 9. | Michael Hepburn      | Australien             | BikeExchange-Jayco     | + 1 min 24 s |
| 10. | Richard Carapaz      | Ecuador                | Ineos Grenadiers       | + 1 min 24 s |

## Endstände
| \| Gesamtwertung \| Gesamtwertung \| Gesamtwertung \| Gesamtwertung \| Gesamtwertung \| \| Fahrer \| Fahrer \| Land \| Team \| Zeit \| \| ------------- \| ------------------ \| ---------------------- \| ---------------------------------- \| ----------------- \| \| 1. \| Jai Hindley \| Australien \| Bora-Hansgrohe \| 86 h 31 min 14 s \| \| 2. \| Richard Carapaz \| Ecuador \| Ineos Grenadiers \| + 1 min 18 s \| \| 3. \| Mikel Landa \| Spanien \| Bahrain Victorious \| + 3 min 24 s \| \| 4. \| Vincenzo Nibali \| Italien \| Astana Qazaqstan Team \| + 9 min 02 s \| \| 5. \| Pello Bilbao \| Spanien \| Bahrain Victorious \| + 9 min 14 s \| \| 6. \| Jan Hirt \| Tschechien \| Intermarché-Wanty-Gobert Matériaux \| + 9 min 28 s \| \| 7. \| Emanuel Buchmann \| Deutschland \| Bora-Hansgrohe \| + 13 min 19 s \| \| 8. \| Domenico Pozzovivo \| Italien \| Intermarché-Wanty-Gobert Matériaux \| + 17 min 29 s \| \| 9. \| Hugh Carthy \| Vereinigtes Königreich \| EF Education-EasyPost \| + 17 min 54 s \| \| 10. \| Juan Pedro López \| Spanien \| Trek-Segafredo \| + 18 min 40 s \| \| 11. \| Alejandro Valverde \| Spanien \| Movistar Team \| + 23 min 24 s \| \| 12. \| Santiago Buitrago \| Kolumbien \| Bahrain Victorious \| + 24 min 23 s \| \| 13. \| Lucas Hamilton \| Australien \| BikeExchange-Jayco \| + 28 min 02 s \| \| 14. \| Guillaume Martin \| Frankreich \| Cofidis \| + 28 min 37 s \| \| 15. \| Lorenzo Fortunato \| Italien \| Eolo-Kometa \| + 33 min 15 s \| \| 16. \| Pavel Sivakov \| Frankreich \| Ineos Grenadiers \| + 41 min 43 s \| \| 17. \| Wilco Kelderman \| Niederlande \| Bora-Hansgrohe \| + 41 min 45 s \| \| 18. \| Thymen Arensman \| Niederlande \| Team DSM \| + 42 min 31 s \| \| 19. \| Lennard Kämna \| Deutschland \| Bora-Hansgrohe \| + 43 min 58 s \| \| 20. \| Sam Oomen \| Niederlande \| Jumbo-Visma \| + 1 h 04 min 22 s \| |                    |                        |                                    |                   |
| |                    |                        |                                    |                   |
| Quelle: ProCyclingStats |                    |                        |                                    |                   |
| Gesamtwertung |                    |                        |                                    |                   |
| Fahrer | Fahrer             | Land                   | Team                               | Zeit              |
| 1. | Jai Hindley        | Australien             | Bora-Hansgrohe                     | 86 h 31 min 14 s  |
| 2. | Richard Carapaz    | Ecuador                | Ineos Grenadiers                   | + 1 min 18 s      |
| 3. | Mikel Landa        | Spanien                | Bahrain Victorious                 | + 3 min 24 s      |
| 4. | Vincenzo Nibali    | Italien                | Astana Qazaqstan Team              | + 9 min 02 s      |
| 5. | Pello Bilbao       | Spanien                | Bahrain Victorious                 | + 9 min 14 s      |
| 6. | Jan Hirt           | Tschechien             | Intermarché-Wanty-Gobert Matériaux | + 9 min 28 s      |
| 7. | Emanuel Buchmann   | Deutschland            | Bora-Hansgrohe                     | + 13 min 19 s     |
| 8. | Domenico Pozzovivo | Italien                | Intermarché-Wanty-Gobert Matériaux | + 17 min 29 s     |
| 9. | Hugh Carthy        | Vereinigtes Königreich | EF Education-EasyPost              | + 17 min 54 s     |
| 10. | Juan Pedro López   | Spanien                | Trek-Segafredo                     | + 18 min 40 s     |
| 11. | Alejandro Valverde | Spanien                | Movistar Team                      | + 23 min 24 s     |
| 12. | Santiago Buitrago  | Kolumbien              | Bahrain Victorious                 | + 24 min 23 s     |
| 13. | Lucas Hamilton     | Australien             | BikeExchange-Jayco                 | + 28 min 02 s     |
| 14. | Guillaume Martin   | Frankreich             | Cofidis                            | + 28 min 37 s     |
| 15. | Lorenzo Fortunato  | Italien                | Eolo-Kometa                        | + 33 min 15 s     |
| 16. | Pavel Sivakov      | Frankreich             | Ineos Grenadiers                   | + 41 min 43 s     |
| 17. | Wilco Kelderman    | Niederlande            | Bora-Hansgrohe                     | + 41 min 45 s     |
| 18. | Thymen Arensman    | Niederlande            | Team DSM                           | + 42 min 31 s     |
| 19. | Lennard Kämna      | Deutschland            | Bora-Hansgrohe                     | + 43 min 58 s     |
| 20. | Sam Oomen          | Niederlande            | Jumbo-Visma                        | + 1 h 04 min 22 s |

| Punktewertung | Punktewertung        | Punktewertung          | Punktewertung                   | Punktewertung |
| Fahrer        | Fahrer               | Land                   | Team                            | Punkte        |
| ------------- | -------------------- | ---------------------- | ------------------------------- | ------------- |
| 1.            | Arnaud Démare        | Frankreich             | Groupama-FDJ                    | 254 P.        |
| 2.            | Fernando Gaviria     | Kolumbien              | UAE Team Emirates               | 136 P.        |
| 3.            | Mark Cavendish       | Vereinigtes Königreich | Quick-Step Alpha Vinyl          | 132 P.        |
| 4.            | Mathieu van der Poel | Niederlande            | Alpecin-Fenix                   | 105 P.        |
| 5.            | Alberto Dainese      | Italien                | Team DSM                        | 95 P.         |
| 6.            | Dries De Bondt       | Belgien                | Alpecin-Fenix                   | 83 P.         |
| 7.            | Simone Consonni      | Italien                | Cofidis                         | 73 P.         |
| 8.            | Phil Bauhaus         | Deutschland            | Bahrain Victorious              | 72 P.         |
| 9.            | Koen Bouwman         | Niederlande            | Jumbo-Visma                     | 71 P.         |
| 10.           | Filippo Tagliani     | Italien                | Drone Hopper-Androni Giocattoli | 70 P.         |

| Bergwertung | Bergwertung       | Bergwertung | Bergwertung                        | Bergwertung |
| Fahrer      | Fahrer            | Land        | Team                               | Punkte      |
| ----------- | ----------------- | ----------- | ---------------------------------- | ----------- |
| 1.          | Koen Bouwman      | Niederlande | Jumbo-Visma                        | 294 P.      |
| 2.          | Giulio Ciccone    | Italien     | Trek-Segafredo                     | 163 P.      |
| 3.          | Alessandro Covi   | Italien     | UAE Team Emirates                  | 102 P.      |
| 4.          | Diego Rosa        | Italien     | Eolo-Kometa                        | 94 P.       |
| 5.          | Davide Formolo    | Italien     | UAE Team Emirates                  | 87 P.       |
| 6.          | Jai Hindley       | Australien  | Bora-Hansgrohe                     | 78 P.       |
| 7.          | Lennard Kämna     | Deutschland | Bora-Hansgrohe                     | 78 P.       |
| 8.          | Santiago Buitrago | Kolumbien   | Bahrain Victorious                 | 71 P.       |
| 9.          | Richard Carapaz   | Ecuador     | Ineos Grenadiers                   | 65 P.       |
| 10.         | Jan Hirt          | Tschechien  | Intermarché-Wanty-Gobert Matériaux | 57 P.       |

| Nachwuchswertung | Nachwuchswertung  | Nachwuchswertung       | Nachwuchswertung       | Nachwuchswertung  |
| Fahrer           | Fahrer            | Land                   | Team                   | Zeit              |
| ---------------- | ----------------- | ---------------------- | ---------------------- | ----------------- |
| 1.               | Juan Pedro López  | Spanien                | Trek-Segafredo         | 86 h 49 min 54 s  |
| 2.               | Santiago Buitrago | Kolumbien              | Bahrain Victorious     | + 5 min 43 s      |
| 3.               | Pavel Sivakov     | Frankreich             | Ineos Grenadiers       | + 23 min 03 s     |
| 4.               | Thymen Arensman   | Niederlande            | Team DSM               | + 23 min 51 s     |
| 5.               | Luca Covili       | Italien                | Bardiani CSF Faizanè   | + 1 h 11 min 44 s |
| 6.               | Gijs Leemreize    | Niederlande            | Jumbo-Visma            | + 1 h 41 min 00 s |
| 7.               | Wadim Pronski     | Kasachstan             | Astana Qazaqstan Team  | + 1 h 44 min 30 s |
| 8.               | Mauri Vansevenant | Belgien                | Quick-Step Alpha Vinyl | + 1 h 45 min 04 s |
| 9.               | Attila Valter     | Ungarn                 | Groupama-FDJ           | + 1 h 57 min 13 s |
| 10.              | Ben Tulett        | Vereinigtes Königreich | Ineos Grenadiers       | + 2 h 08 min 46 s |

| Mannschaftswertung | Mannschaftswertung                 | Mannschaftswertung           | Mannschaftswertung |
| Team               | Team                               | Land                         | Zeit               |
| ------------------ | ---------------------------------- | ---------------------------- | ------------------ |
| 1.                 | Bahrain Victorious                 | Bahrain                      | 259 h 48 min 12 s  |
| 2.                 | Bora-Hansgrohe                     | Deutschland                  | + 4 min 07 s       |
| 3.                 | Ineos Grenadiers                   | Vereinigtes Königreich       | + 1 h 22 min 29 s  |
| 4.                 | Intermarché-Wanty-Gobert Matériaux | Belgien                      | + 1 h 23 min 57 s  |
| 5.                 | Astana Qazaqstan Team              | Kasachstan                   | + 2 h 18 min 46 s  |
| 6.                 | Trek-Segafredo                     | Vereinigte Staaten           | + 2 h 21 min 10 s  |
| 7.                 | Jumbo-Visma                        | Niederlande                  | + 2 h 40 min 16 s  |
| 8.                 | UAE Team Emirates                  | Vereinigte Arabische Emirate | + 3 h 21 min 02 s  |
| 9.                 | BikeExchange-Jayco                 | Australien                   | + 3 h 29 min 58 s  |
| 10.                | Movistar Team                      | Spanien                      | + 3 h 39 min 45 s  |